# Seznam koktajlov
Seznam koktajlov.

## Alkoholni koktajli

### Koktajli spivom
- Black and Tan
- Black Velvet
- Boiler (koktajl)
- Boiler (koktajl, pomorska različica)
- Boilermaker
- Flaming Dr. Pepper
- Lolita (koktajl)
- Mickey Mouse (koktajl)
- Mix (koktajl)
- Radler
- Shandy
- Shandy Gaff
- Snakebite

### Koktajli zbourbonom
- Bourbon county cowboy
- Dixie Dew
- Manhattan
- Midnight Cowboy
- Mint Julep

### Koktajli zbrandyijemalikonjakom
- B & B
- B & B Collins
- Belfast Bomber
- Blacksmith
- Brandy Alexander
- Brandy koktajl
- Sidecar
- Bull's Milk
- Stinger
- Eggnog
- Mednarodni koktajl
- Rolls Royce
- Steeplejack
- Charleston
- Widow's Kiss

### Koktajli zginom
- Aviation
- Blue Arrow
- Bronx cocktail
- Cardinale
- Chihuahua Bite
- French 75
- Gibson
- Gimlet
- Gin and Tonic
- Gin Fizz
- Green Dragon
- Hanky-Panky
- Lady Finger
- Maiden's Prayer
- Martini
- Mickey Slim
- Montgomery
- Naga Cocktail
- Negroni
- Pink Gin
- Satan's Whiskers
- Singapore Sling
- Tom Collins
- Wedding Belle
- White Lady

### Koktajli zrumom
- Apricot Pie
- Banana daiquiri
- Bee's kiss
- Bellbird
- Between The Sheets
- Blue Hawaiian
- Brass Monkey
- Caipirinha
- Cuba Libre
- Daiquiri
- Daiquiri Blossom
- Dark * Stormy
- Devil's Tail
- El Burro
- Fluffy Duck
- Frozen Pineapple Daiquiri
- G-Spot
- Henry Morgan's Grog
- Hot Buttered Rum
- Mai Tai
- Mojito
- Piña colada
- Planter's Punch
- Rum and Coke
- Stonewall
- Tall Islander
- Tom and Jerry
- Xalapa punch
- Zombie
- Zombie punch

### Koktajli ssakejem
- Geisha
- Sake Bomb

### Koktajli stekilo
- Changirongo
- Esoteric Solipsist
- Flat Liner
- Frozen Matador
- Margarita
- Mexican Ruin
- Montezuma
- Tequila Mockingbird
- Tequila Sunrise
- TNT
- Brave Bull

### Koktajli zvodko
- Banana punch
- Baptist Redemption
- Bitch Slammer
- Black Cossack
- Black Marble
- Black Russian
- Bloody Mary
- Blue Lagoon
- Bullshot
- Caesar oz. Bloody Caesar
- Cherry Vodka
- Cosmopolitan
- Dirty water
- Funky Blue Drink
- Greyhound
- Godmother
- Harvey Wallbanger
- Irish Rootbeer Float
- Jamie's Suicide
- Kamikaze
- Kremlin Colonel
- Long Island Iced Tea
- Moscow Mule
- Mudslide
- Poison Arrow
- Q Martini
- Rabid Dog
- Russian Coffee
- Salmiakkikossu
- Salty Dog
- Salvatore
- Scotch Frog
- Screwdriver
- Sea Breeze
- Sex on the Beach
- Sex everywhere
- Soviet
- Vodka Gimlet
- Vodka Grasshopper
- Vodka Martini (oz. Vodkatini)
- Vodka Sour
- Volga Boatman
- White Russian
- Woo Woo

### Koktajli zviskijem
- Boilermaker
- Clubman
- Comfortable Screw
- Dom Pedro
- Even-more Irish rootbeer float
- Everything But
- Funky Blue Drink
- Godfather
- Horse's Neck
- Irish Carbomb
- Irish Coffee
- Lady Hunt
- Leprechaun
- Lynchburg Lemonade
- Manhattan
- New Orleans
- Old Fashioned
- Rattlesnake
- Rob Roy
- Rusty Nail
- Sazerac
- Scotch Mist
- Spirit of Scotland
- Suburban
- Three Rivers
- Waldorf
- Whiskey sour
- White Heather

### Koktajli zBeherovko
- Beton
- Fresh Smashin'
- Bejito
- B Cola
- Magic Sunset
- B Ocean
- Red Moon

### Koktajli zvinom
- Bellini
- Black Velvet
- Buck's Fizz
- Champagne Blues
- Champagne Classic
- Death in the Afternoon
- Jumping Dragon
- Kalimotxo (also Calimocho or Rioja Libre)
- Kir
- Kir Royale
- Mimoza
- Mulled Claret
- One-Balled Dictator
- Prince of Wales
- Qin King's Colour
- Rebujito
- Rossini
- Sangria
- Sangrita (hot fruit punch used to chase Tequila)
- Sherry Eggnog
- Southern Champagne
- Spritzer
- Tang's Ware
- Waltzing Matilda
- Wine Collins
- Zurracapote

### Drugi koktejli
- Banana Banshee
- Danish Mary
- Frangelico Luau
- Golden Cadillac
- Golden Dream
- Greek Tiger
- Green Cow
- Jager Bomb
- Karsk
- Maria Teresa
- Pimm's #1 Cup
- Pink Squirrel
- Sloe Gin Fizz
- Tombstone (cocktail)

### Shooters/ta kratki
- Angel's Tit
- Autumn Leaf
- B-52
- Bastille Bomb
- Bleeding Brain
- Buttery Nipple
- Cactus Flower
- Cement mixer
- Cocksucking Cowboy
- Depth Charge
- Gorilla Fart
- Galliano Hot Shot
- Green and Gold
- Lemon Drop
- Love Bite
- Molotov Cocktail (shot)
- Pousse Cafe
- Prarie Fire (and its variants)
- Quick Fuck
- Screaming Nazi
- Slippery Nipple
- Sombrero
- Tequila Slammer
- Uboot

### Goreči koktajli
- Bailey's Comet
- Flaming Dr. Pepper
- Flaming Lamborghini
- Gas Chamber
- Molotov Cocktail

### Mikserji
- Old Oxford University punch
- Apple Ginger punch
- Rose's lime juice
- carbonated water
- sour mix
- tonic water
- vermouth
- black beer band-bend

## Brezalkoholni koktajli
- 911 Targa

### B
- Baby Cocktail
- Baby Face
- Baby Love
- Baki
- Balu
- Banana Cantaloupe Smoothie
- Banana Milk Shake
- Banana Punch
- Banana Strawberry Shake
- Berry Berry
- Bicycle
- Black and Blue Berries
- Black cow (aka Brown Cow, or root beer float)
- Blackberry Drink
- Blue Spark
- Boston Cooler
- Bora Bora

### C-E
- Cafe D'olla
- Caitian Tongue Tickler
- Catherine Blossom
- Charly Brown
- Cherry Ale
- Cherry Pop
- Chicago Lemonade
- Children's Caipi
- Chocolate Beverage
- Chocolate Drink
- Christina's Special
- Coco Choco
- Coconut Banana
- Coconut Kiss
- Coconut Lips
- Cool Cow
- Cranberry Punch
- Crazy Cow
- Dutch Treat
- Easy Coce
- Egg Cream
- End Wrench

### F-G
- Fanta Sunset
- Fanta Sunset 2
- Florida
- Freddie Bartholomew
- Fruit Cooler
- Fruit Explosion
- Gentle Sea Breeze
- Golden Glow
- Grape Flip
- Grape Lemon Pineapple Smoothie
- Grapefruit Cocktail
- Grapefruit Lemonade
- Great Grapes
- Greek Iced Coffee
- Green Garden

### H-L
- Happy Morning
- Helldriver
- Hodge Podge
- Honeymoon
- Honeysweet Coffee
- Hot Brick Toddy
- Hot Pussy
- Hot Scotch
- I G T C K
- Ipanema
- Jackboy
- Jogging Flip
- Jones' Beach
- Jungle Cooler
- Jungle Juice
- Kanaan
- Late Nite Coffee
- Lemon Cocktail
- Lemon Concoction
- Lemon Flip
- Lemon Squash
- Limeade
- Long Distance Runner

### M-O
- Mellow Yellow
- Mexicana
- Monkey Milk
- Mother Superior
- Mr P Nutt
- Mush Melon
- Octopussy
- Orange Cocktail
- Orange Cooler
- Orange Fizz
- Orange Flip
- Orange Julius
- Orange Smile
- Orange Velvet
- Orangeade
- Orgeat Lemonade

### P-R
- Parisette
- Peanut Butter Shake
- Pelican
- Peter's Special
- Pick-me-up Gently
- Pina Cocos
- Pineapple Lemonade
- Pineapple Power
- Plain Eggnog
- Planters Dream
- Polynesian Pick-me-up
- Prairie Oyster
- Purple Cow, or a float made with grape soda
- Pussyfoot
- Rail Splitter
- Raspberry Punch
- Raspberry Sherbet Punch
- Red Angel
- Roadrunner
- Rocky Mountain (unleaded)
- Rose De Mai Cocktail
- Roy Rogers

### S-V
- Safe Sex on the Beach
- Saint Clement's
- Shirley Temple
- Skyway Seabreeze
- Sour Mix
- Spanish Chocolate
- Spiced Peach Punch
- Spring Fever
- Strawberry Dream
- Strawberry Lemonade
- Strawberry Pineapple Milk Shake
- Strawberry Punch
- Strawberry Shivers
- Sugar Syrup
- Sun in The Glas
- Sunbreaker
- Sweet Bananas
- Tell's shot
- Tropic Beach
- Vanilla Shake
- Virgin Mary
- Virgin Pina Colada

### W
- Winter Sun
- Witch Taste 13